# Jan (hrabia Kleve)
Jan (ur. ok. 1292/1293 r., zm. 19 listopada 1368 r.) – hrabia Kleve od 1347 r., ostatni hrabia Kleve z rodzimej dynastii.

## Życiorys
Jan był synem hrabiego Kleve Dytryka VI (VIII/VII) i jego drugiej żony Małgorzaty, córki Eberharda I, hrabiego Kiburg z bocznej linii Habsburgów. Jako trzeci, najmłodszy męski potomek Dytryka został przeznaczony do stanu duchownego. Już jako dziecko otrzymywał dochodowe beneficja – już w 1310 r. był kanonikiem m.in. w Kolonii, Trewirze, Utrechcie i Xanten.
Gdy w 1310 lub 1311 r. zmarł nie pozostawiając męskiego potomka jego najstarszy brat Otto, hrabią Kleve został drugi brat Jana, Dytryk VII (IX/VIII). Jan wsparł go w obronie tronu przed zakusami wdowy po Ottonie, Mechtyldy z Virneburga. W podzięce jego brat w 1318 r. wydzielił mu część terytorium hrabstwa z Linn i miasto Orsoy (obecnie część Rheinbergu). Jan nadal kontynuował karierę duchowną, obejmując kolejne stanowiska, zabezpieczał sobie jednak także możliwość porzucenia jej (uzyskał dyspensę papieską zwalniającą go od wyższych święceń), ponieważ Dytryk nie mógł doczekać się syna. Współpraca między braćmi układała się dobrze z wyjątkiem okresu między 1333 i 1338 r., gdy Dytryk próbował doprowadzić do zapewnienia dziedzictwa po sobie swoim córkom, z pominięciem Jana.
W 1338 r. Dytryk uznał prawo Jana do następstwa (chyba że urodziłby się Dytrykowi syn) i stopniowo zwiększał się udział Jana w zarządzaniu księstwem. Gdy Dytryk zmarł w 1347 r., Jan został jego następcą jako hrabia Kleve, obejmując tron właściwie bez problemów (roszczenia jego bratanicy Małgorzaty, żony hrabiego Mark Adolfa II nie znalazły w hrabstwie większego odzewu). Jednocześnie Jan porzucił duchowe beneficja, a w 1348 r. poślubił Mechtyldę, córkę księcia Geldrii Renalda II. 
Wsparcie dla cesarza Ludwika IV Bawarskiego, a następnie Karola IV Luksemburskiego zaowocowało nabytkami terytorialnymi (Rindern, obecnie część Kleve). W okresie czarnej śmierci sprowadził do Dinslaken joannitów. Zaangażował się w długotrwałe walki w Geldrii między swoimi szwagrami Renaldem III i Edwardem I (po stronie Renalda). Zyskał przy tym w 1355 r. miasto Emmerich, ale wojna ta opustoszyła hrabiowski skarbiec, a ponadto zapewniła wrogiego sąsiada po zwycięstwie Edwarda w 1361 r. Kłopoty finansowe zmusiły Jana do reform wewnętrznych, którym hrabstwo Kleve zawdzięczało bardzo nowoczesny i skuteczny system zarządzania. Wspierał też rozwój miast, m.in. nadał prawa miejskie Uedem i założył Griethausen (obecnie część Kleve). 
Ze związku z żoną Mechtyldą Jan nie mógł doczekać się potomków, a był ostatnim męskim przedstawicielem rodu hrabiów Kleve. Początkowo starał się zapewnić następstwo tronu swojemu siostrzeńcowi, Dytrykowi z Hoorn (synowi siostry Jana, Irmgardy, oraz Gerarda z Hoorn). Dytryk zasiadał w jego radzie książęcej i niekiedy pełnił funkcję namiestnika. Na przełomie lat 50. i 60. XIV w. Jan przeniósł jednak swe plany na hrabiego Mark Engelberta III i jego młodszego brata Adolfa, którzy byli synami bratanicy Jana, Małgorzaty (najstarszej córki Dytryka VII).
Jan zmarł w 1368 r. jako ostatni męski przedstawiciel rodu hrabiów Kleve, panujących tu od XI w. Sukcesja w hrabstwie przypadła Adolfowi I z Mark. Jan został pochowany w kolegiacie w Kleve, obok swego brata Dytryka.